# Perry County (Mississippi)
 For alternative betydninger, se Perry County. (Se også artikler, som begynder med Perry County)
Perry County er et county i den amerikanske delstat Mississippi.
31°10′N 88°59′V / 31.17°N 88.99°V